# 나폴리 반란
나폴리 반란은 1820년 7월에 나폴리 왕국에서 일어난 자유주의적 반란. 에스파냐 반란과 함께 빈 체제에 대한 자유주의적 도전이었다.
빈 회의에서 나폴리 왕국의 왕위를 차지하려는 뮈라와 부르봉 왕가의 페르디난도 4세 사이의 치열한 외교경쟁이 있었으나, 백일천하때 뮈라가 나폴레옹의 편에 섬으로써 그의 정치적 운명도 워털루 전투에서의 패전과 함께 끝장나버렸다. 이후 빈 최종의정서는 페르디난도 4세의 나폴리 왕국 왕위로의 복위를 규정하였다. 나폴리 왕국에서는 그 해 초의 에스파냐 반란의 성공에 영향을 받아 7월, 반란이 일어났으며 페르디난도 4세에게 자유주의 헌법의 채택을 요구하였다.
나폴리 왕국에서의 이런 자유주의 운동이 합스부르크 왕가의 군주들이 공위에 있는 중부 이탈리아의 여러 공국들의 내정을 불안정하게 만들고 있다는 것을 깨달은 오스트리아는 이의 진압을 위한 개입을 주장했고, 에스파냐 반란 진압을 주장하고 있던 러시아는 당연히 이에 동조하였다. 그러나 영국은 이에 동조할 경우, 에스파냐 반란에 대한 개입도 정당화될 수 있기에 역시 반대 입장을 견지하였다.
나폴리 왕국 사태의 해결을 위해 열린 트로파우 회의에서도 영국과 오스트리아, 러시아의 입장이 엇갈리면서 아무런 합의도 도출하지 못했다. 이에 5대 강국은 나폴리 왕국의 국왕 페르디난도 1세를 소환하여 직접 그의 의견을 청취하기로 결정하여 1821년 1월, 라이바하 회의가 열렸다. 임시로 제정된 자유주의 헌법에 의하여 구성된 나폴리의회는 국왕이 헌정에 반하는 언행을 하지 않는다는 약속을 받고 국왕의 출국을 허용하였다. 그러나 국왕 페르디난도 1세는 나폴리의 국경을 벗어나자마자 자유주의 운동 진압을 위한 열강의 개입을 호소하였다. 이에 오스트리아는 군대를 동원하여 그 해 3월, 나폴리에 진주하여 반란을 진압하였다.

## 같이 보기
- 빈 체제
- 빈 회의
- 조아생 뮈라
- 에스파냐 반란
- 페르디난도 4세